# Białobłockie
Białobłockie – wieś w Polsce położona w województwie podlaskim, w powiecie sokólskim, w gminie Kuźnica.
Zgodnie ze Słownikiem geograficznym Królestwa Polskiego i innych krajów słowiańskich dawna okolica szlachecka w pow. sokólskim, d. guberni grodzieńskiej o 9 wiorst od Sokółki.
W latach 1975–1998 miejscowość administracyjnie należała do województwa białostockiego.
Wierni kościoła rzymskokatolickiego należą do parafii Narodzenia Najświętszej Maryi Panny w Kundzinie.